# Arenetra hirsutula
Arenetra hirsutula är en stekelart som beskrevs av Walley 1931. Arenetra hirsutula ingår i släktet Arenetra och familjen brokparasitsteklar. Inga underarter finns listade.